# Test Drive
Test Drive é uma série de jogos de corrida. Originalmente distribuída pela Accolade, depois passou a ser distribuída pela Infogrames.
O primeiro jogo, Test Drive, foi lançado em 1987 Exclusivamente para PCs e desde então recebeu varias sequências. Os jogos da série Test Drive agora são publicados pela Atari, Infogrames renomeada em 2003.

## Lista de jogos

### Série principal
| Título                             | PC                                                                                                | Console                                                  | Ano  | Desenvolvedora             | Distribuidora |
| ---------------------------------- | ------------------------------------------------------------------------------------------------- | -------------------------------------------------------- | ---- | -------------------------- | ------------- |
| Test Drive                         | Amiga, Amstrad CPC, Apple II, Atari ST, Commodore 64, DOS                                         | N/A                                                      | 1987 | Distinctive Software       | Accolade      |
| The Duel: Test Drive II            | Amiga, Amstrad CPC, Apple IIgs, Apple Macintosh, Atari ST, Commodore 64, MS-DOS, MSX, ZX Spectrum | SNES, Genesis                                            | 1989 | Distinctive Software       | Accolade      |
| Test Drive III: The Passion        | DOS                                                                                               | N/A                                                      | 1990 | Accolade                   | Accolade      |
| Test Drive 4                       | Windows                                                                                           | PS                                                       | 1996 | Pitbull Syndicate          | Accolade      |
| Test Drive 5                       | Windows                                                                                           | PS                                                       | 1998 | Pitbull Syndicate          | Accolade      |
| Test Drive 6                       | Windows                                                                                           | PS, Dreamcast (North America Only)                       | 1999 | Pitbull Syndicate          | Infogrames    |
| TD Overdrive                       | Windows                                                                                           | PS2, Xbox                                                | 2002 | Pitbull Syndicate          | Atari         |
| Test Drive: Eve of Destruction     | N/A                                                                                               | PS2, Xbox                                                | 2004 | Monster Games              | Atari         |
| Test Drive Unlimited               | Windows                                                                                           | PS2, X360, PSP                                           | 2006 | Eden Games/Melbourne House | Atari         |
| Test Drive Unlimited 2             | Windows                                                                                           | PS3, X360                                                | 2011 | Eden Games                 | Atari         |
| Test Drive: Ferrari Racing Legends | Windows                                                                                           | PS3, X360                                                | 2012 | Slightly Mad Studios       | Atari         |
| Test Drive Unlimited Solar Crown   | Windows                                                                                           | Nintendo Switch, PlayStation 5, Xbox Series X e Series S | 2023 | KT Racing                  | Nacon         |

### SérieOff-Road
| Título                        | Ano  | Desenvolvedora | Distribuidora |
| ----------------------------- | ---- | -------------- | ------------- |
| Test Drive Off-Road           | 1997 | Motivetime     | Accolade      |
| Test Drive Off-Road 2         | 1998 | Accolade       | Accolade      |
| Test Drive Off-Road 3         | 1999 | Infogrames     | Infogrames    |
| Test Drive Off-Road Wide Open | 2001 | Angel Studios  | Infogrames    |

### Spin-offs
| Título            | Ano  | Desenvolvedora                       | Distribuidora                |
| ----------------- | ---- | ------------------------------------ | ---------------------------- |
| Le Mans 24 Hours  | 1999 | Infogrames Melbourne House           | Infogrames                   |
| V-Rally 2         | 1999 | Eden Studios/Atari Europe            | Atari Europe/Electronic Arts |
| Test Drive Cycles | 2000 | Infogrames/Xantera/Pitbull Syndicate | Infogrames                   |
| Test Drive 2001   | 2000 | Xantera                              | Infogrames                   |